# Ганаль, Мануэль
Ма́нуэль Гана́ль (нем. Manuel Ganahl; род. 12 июля 1990, Блуденц, Форарльберг) — австрийский хоккеист. Нападающий клуба «Грац Найнти Найнерс» и сборной Австрии.

## Карьера
Воспитанник клуба «Монтафон» (нем. EHC Montafon). Несколько лет играл за юниорские команды клуба второй по силе австрийской лиги «Дорнбирнер» и швейцарского «Райнталя». В 2007 году Ганаль дебютировал за взрослую команду, в 2008 году стал бронзовым призёром чемпионата мира среди юниоров. В 2009 году перешёл в хоккейный клуб «Грац Найнти Найнерс». В составе команды из Граца Ганаль провёл в общей сложности более 300 матчей. В марте 2015 года Мануэль Ганаль перешёл в хоккейный клуб «Клагенфурт».